# 劉遵陸
劉遵陸（1756年6月29日—1831年12月10日，乾隆丙子六月初三日－道光辛卯十一月初七日），字磵南，號澗枏。江蘇省常州府陽湖縣（今屬常州市武進區）人，清朝政治人物。

## 生平
乾隆五十四年（1789年）取中己酉科順天鄉試舉人，覆試一等。掌浙江金華府麗正書院，隨侍時任金華協副將的父親劉烜。
六十年（1795年）赴京師應考會試，落榜。父親劉烜調任福建漳州鎮總兵，隨父移居漳州。漳州民風一向強悍，不時糾眾劫奪，劉遵陸與父親計畫弭盜四策，經督撫認可頒行全省。漳州府知府金城熟知劉遵陸人品學問，聘為漳州丹霞書院。
嘉慶四年（1799年），赴京應考會試，落榜。同年父親劉烜因龍溪縣起解銀兩被劫案，降級歸鄉。劉遵陸報捐知縣，籤掣第一，銓選廣東惠州府海豐縣知縣。因親老調補近省，改授浙江金華府金華縣知縣。赴任途中經過常州，即奉迎父親至金華。金華民俗盛行溺女，劉遵陸特立條約禁止，並勸誡耆老，捐養廉銀創建育嬰堂供貧民撫養女嬰。長於審判，清理積案，時常於案情外詢問瑣屑細事，其間一語轉折進入正案，發現隱情。
十一年（1806年）四月，因失察攬納錢糧，浙江巡撫奏請交部議處。
十三年（1808年），充戊辰恩科浙江鄉試同考官。
十四年（1809年）七月，浙江巡撫阮元認為湖州府長興縣「政繁賦重，非精明幹練之員，弗克勝任」，奏請以劉遵陸調任浙江長興縣知縣。未及赴任，父劉烜卒於常州，丁憂返鄉。
服闕後赴京師等待銓補。十九年（1814年）冬季，奉旨發往廣東候補原缺。
二十年（1815年），抵達廣東，隨即委署肇慶府開平縣知縣。開平有周氏、葉氏二大姓，爭佔水中洲地，葉氏強勢，衙署兵役不敢前往處置，前任知縣因此被撤職。督撫諭令直接將全部村舍焚毀，劉遵陸訪查得知其實情，獨自前往該鄉曉諭，葉氏族眾感悟，捕縛首犯並自毀武裝廬舍，葉氏得以保全。後改署廣州府從化縣知縣。
二十三年（1818年），補授海豐縣知縣。海豐三面環海，島嶼之間常有匪徒聚集搶劫商船，劉遵陸出養廉銀添造巡船、儲備軍械、選派壯丁出海巡邏，保衛商旅，並仿行以往在漳洲的弭盜政策，海上得以肅清平定。公餘閒暇，每月召集諸生，親自授課，擇優發給廩餼。
二十四年（1819年），充己卯科廣東鄉試同考官。
道光三年（1823年），吏部大計，以劉遵陸年老，命令休致。因宦囊蕭然，且後任官員多方搜索挑剔，仍留居廣東二年。
四年（1824年）秋季，自撰的骨牌參禪遊戲解說圖譜《牙牌參禪圖譜》刊刻發行。
六年（1826年），返回常州。十一年（1831年）十一月初七日，卒，年七十六歲。敕封文林郎，以子劉侃晉封承德郎；以孫劉紹文貤贈奉政大夫，以子劉侃晉贈朝議大夫。

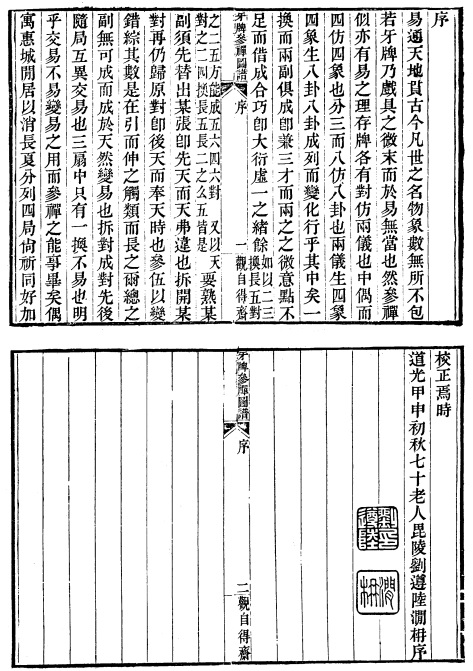
牙牌參禪圖譜自序

## 家庭及關聯
劉烜為武進西營劉氏第十五世。
- 六世祖：劉綿祚（1589年－1634年），崇禎四年進士，官江西吉安府永豐縣知縣。
- 六世祖母：宜興史氏，贈太常寺卿史褒德之女，萬曆十一年進士太僕寺卿史孟麟之姊妹。
- 五世祖父：劉恆立（1616年－1686年），邑庠生。
- 五世祖母：薛氏，庠生薛汝亨之女。
- 高祖父：劉廷鋐（1637年－1714年）。
- 高祖母：唐氏，貤贈夫人。貢生唐宇全之女。
- 曾祖父：劉仕清（1674年－1736年），恩廕生。
- 曾祖母：吳氏，貤贈恭人，累贈夫人。庠生吳中佳之女。
- 祖父：劉汝霖（1694年－1767年），監生。
- 祖母：高氏，誥贈恭人，累贈夫人。監生考授州同知高世華之女。
- 父：劉烜（1734年－1809年），乾隆二十一年武舉人，官至福建汀州鎮總兵。
- 母：姚氏，誥封夫人。貤封昭武都尉姚讓淵之女。

### 兄弟姊妹
- 劉遵陸為第一子，有五弟二姊妹[3]。
  - 劉映甲（1759年－1782年），監生。娶楊氏，候選布政司經歷楊祖幹之女。
  - 劉國齡（1767年－1827年），考職選授山東莒州吏目，官至浙江處州府松陽縣知縣。娶浙江慈谿周氏，直隸保定營守備周蘅之女；繼娶西營湯氏，候選州同知湯貽燕之女。
  - 劉錫齡（1772年－1838年），二品廕生，官至戶部山西司郎中，記名知府。娶鈕氏，監生鈕昭復之女。
  - 劉兆登（1807年－1855年），道光二十四年舉人，官山西潞安府屯留縣知縣。娶江西金谿陳氏，貴州普安直隸廳同知陳士竹之女。
  - 劉紹詹（1810年－1882年），監生，官至山東濟南府齊東縣知縣加同知銜。娶順天三河郝氏，候選布政司理問郝子鑑之女。
  - 姊妹一，適監生張鼒，夫亡苦志守節。
  - 姊妹二，適山東候補巡檢長洲高本莊。

### 妻室
妻室如下:
- 正室：華渡里管氏，敕封孺人，晉封安人，貤贈宜人，晉贈恭人。順天府霸州州同管驊駪之女。
- 側室：秦氏，敕封安人，貤贈宜人。

### 子女
有五子二女。
- 長子：劉儀（1785年－1838年），管氏出，嘉慶十八年舉人，浙江候補知縣，署湖州府長興縣等縣知縣。娶蔣氏，乾隆四十二年舉人山西太谷縣知縣蔣元復之女。
- 次子：劉儼（1785年－1860年），庶秦氏出，嘉慶十八年舉人，官浙江台州府黃巖縣知縣。咸豐十年常州淪陷殉難，旌卹入祀忠義祠，賞襲雲騎尉。娶陳氏，候選訓導陳集之女。
- 三子：劉侃（1791年－1863年），庶秦氏出，官福建興化府通判，署福州府閩縣等縣知縣，候補同知加知府銜。娶姚氏，姚浩之女。
- 四子：劉偁（1795年－1860年），庶秦氏出，監生。咸豐十年常州淪陷投水殉難，旌卹入祀忠義祠。娶程氏，監生程雲炯之女；繼娶姚氏，姚浩之女。
- 五子：劉僖（1798年－1871年），庶秦氏出，候補從九品，署安徽歙縣街口巡檢。娶呂氏，浙江義烏縣典史呂逢熙之女。
- 長女，管氏出，適楊士徵。
- 次女，庶秦氏出，適安徽歙縣廣東候補鹽知事葉祖經。